# Harold Alexander

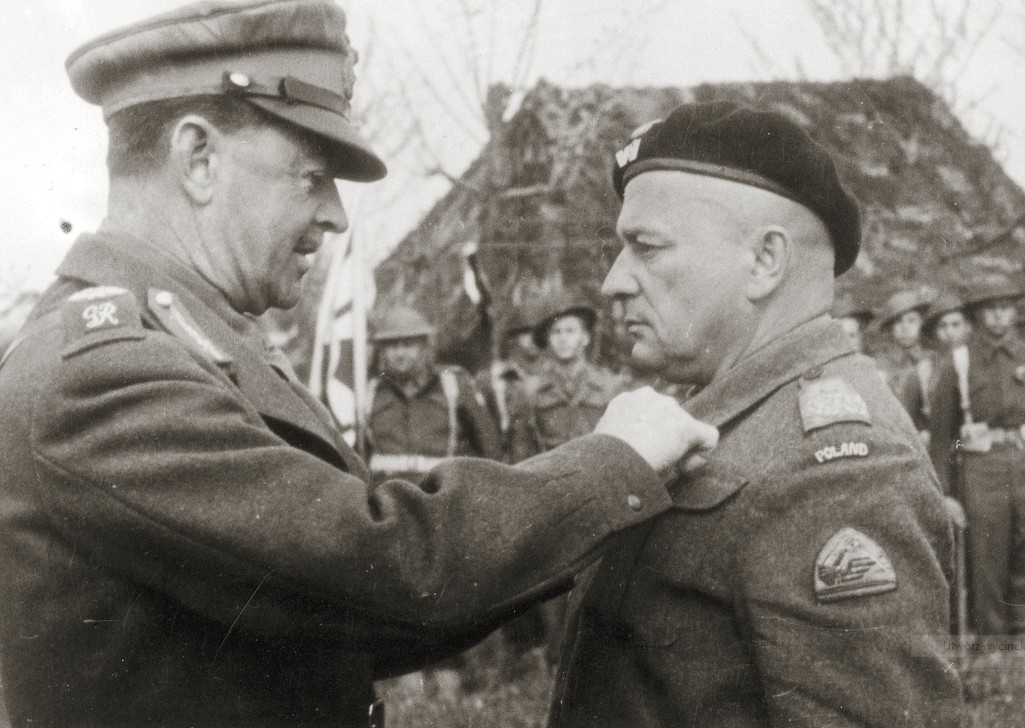
Gen. Harold Alexander dekorujący gen. Bronisława Rakowskiego. Bitwa o Ankonę 1944

Harold Alexander, właśc. Harold Rupert Leofric George Alexander (ur. 10 grudnia 1891 w Londynie, zm. 16 czerwca 1969 w Slough) – brytyjski arystokrata, wojskowy i polityk, marszałek polny British Army, jeden z najsłynniejszych brytyjskich dowódców okresu II wojny światowej, gubernator generalny Kanady i minister obrony Wielkiej Brytanii. Był młodszym synem Jamesa Alexandra, 4. hrabiego Caledon i lady Elisabeth Graham-Toler, córki 3. hrabiego Norbury.

## Życiorys

### W wojsku
Wykształcenie odebrał w Harrow School i Royal Military Academy w Sandhurst. W 1911 wstąpił do Gwardii Irlandzkiej (Irish Guards). Po wybuchu I wojny światowej batalion Alexandra wszedł w skład Brytyjskiego Korpusu Ekspedycyjnego (British Expeditionary Force, BEF). Alexander szybko wspinał się po szczeblach wojskowej kariery. Zaczynał jako dowódca plutonu w stopniu porucznika. Później został kolejno podpułkownikiem i brygadierem. Pod koniec wojny dowodził brygadą. Był dwukrotnie ranny. Został odznaczony Krzyżem Wojskowym (Military Cross) w 1915, Orderem za Wybitną Służbę (Distinguished Service Order) w 1916 i Krzyżem Kawalerskim Legii Honorowej w 1918.
Po zakończeniu I wojny Alexander brał udział w wojnie domowej na Łotwie, będąc doradcą wojskowym armii wiernej rządowi w Rydze. Dowodził również łotewskimi oddziałami, które wyparły bolszewików z Łatgalii. Później służył w Turcji i na Gibraltarze. Po powrocie do Anglii uczęszczał do Staff College w Camberley i Imperial Defence College. W latach 1934–1938 służył w Indiach. Za tę służbę został odznaczony Krzyżem Kawalerskim Orderu Gwiazdy Indii w 1936. W tym samym roku był adiutantem króla Edwarda VIII. Dwa lata później został odznaczony Krzyżem Towarzyskim Orderu Łaźni.
W 1937 otrzymał awans na stopień generała-majora. Po wybuchu II wojny światowej wstąpił do Brytyjskiego Korpusu Ekspedycyjnego jako dowódca 1 Dywizji Piechoty. Brał udział w walkach we Francji i dowodził ewakuacją brytyjskiego korpusu ekspedycyjnego i wojsk francuskich w Dunkierce. Od lipca 1940 dowodził obroną południowej Anglii. W 1942 został wysłany do Birmy. Nie zdołał zapobiec zdobyciu Rangunu przez Japończyków, ale sprawnie pokierował odwrotem wojsk brytyjskich do Indii. W tym samym roku został odznaczony Krzyżem Wielkim Orderu Łaźni i otrzymał stopień generała. Został również mianowany naczelnym dowódcą wojsk brytyjskich na Bliskim Wschodzie.
W styczniu 1943 uczestniczył w konferencji sprzymierzonych w Casablance, gdzie powierzono mu dowodzenie 18 Grupą Armii, walczącą w Afryce Północnej. Dowodził nią podczas walk w Tunezji. Był również zastępcą głównodowodzącego aliantów w Afryce Północnej, generała Dwighta D. Eisenhowera. Dowodził operacją lądowania aliantów na Sycylii w lipcu 1943. Później został głównodowodzącym wojsk we Włoszech i marszałkiem polnym, zaś od 1944 głównodowodzącym wojsk na obszarze Morza Śródziemnego. Bezpośrednio dowodził również 15 Grupą Armii (podlegał mu m.in. 2 Korpus Polski gen. Władysława Andersa). Po przełamaniu obrony niemieckiej na linii Gustawa Alexander wydał generałowi Markowi Clarkowi, dowódcy amerykańskiej 5 Armii, rozkaz zamknięcia w kotle wycofujących się z linii Gustawa dywizji niemieckich, ale Clark rozkazu nie wykonał i podjął marsz na Rzym. Stolica Włoch została zdobyta 4 czerwca, ale ta decyzja Clarka umożliwiła odwrót większej części wojsk niemieckich i odbudowanie ich linii obronnych.
Dwight D. Eisenhower cenił sobie współpracę z Haroldem Alexandrem i chciał go mieć u swego boku podczas przygotowywań do inwazji na Francję. Premier Winston Churchill nie zgodził się na to i Alexander pozostał na swoim dotychczasowym stanowisku. 2 maja 1945 Harold Alexander odebrał kapitulację wojsk niemieckich we Włoszech. Rok później został wicehrabią Alexander of Tunis, a w 1952 hrabią Alexander of Tunis. Otrzymał również Krzyż Wielki Orderu Świętego Michała i Świętego Jerzego oraz został Kawalerem Orderu Podwiązki.

### Gubernator generalny Kanady
W 1946 lord Alexander został 17. gubernatorem generalnym Kanady. Jego militarne dokonania sprawiły, że był popularny wśród Kanadyjczyków, a jego umiejętność zjednywania sobie ludzi tę sympatię powiększała. Przyczyniała się do tego również sumienność gubernatora, który traktował bardzo poważnie swoje obowiązki i to do tego stopnia, że kiedy poproszono o inauguracyjne kopnięcie piłki podczas finału pucharu Greya w 1946, Harold Alexander wstawał wcześnie rano i ćwiczył kopnięcia.
Pojmował swoją rolę gubernatora jako bycie pośrednikiem między ludnością Kanady a metropolią. Z tego względu dużo podróżował po Kanadzie. W ciągu swojego sześcioletniego urzędowania pokonał przeszło 184 000 mil. Podczas swojej pierwszej podróży, 13 lipca 1946, odwiedził pole totemów plemienia Kwakiutl i został mianowany pierwszym białym honorowym wodzem plemienia. W 1950 otrzymał podobny tytuł od plemienia Pierwszego Narodu Czarnych Stóp.
Czas urzędowania Alexandra przypadł na lata powojennego ekonomicznego boomu w Kanadzie. Ponadto, w 1947, król Jerzy VI przekazał gubernatorowi generalnemu prawie wszystkie uprawnienia monarchy, z zachowaniem jednak wierności wobec Korony. W 1949 na konferencji premierów państw Wspólnoty Narodów uzgodniono zaprzestanie używania nazwy „dominium” na rzecz „członka Wspólnoty Narodów”. W tym samym roku do Konfederacji Kanadyjskiej przystąpiła Nowa Fundlandia, którą rychło odwiedził gubernator. Kiedy w 1950 Kanada wysłała swoich żołnierzy na wojnę koreańską, lord Alexander odwiedził wyruszające na wojnę oddziały.
Lord przyjmował również wielu zagranicznych gości, m.in. księcia i księżnę Edynburga, którzy przybyli do Kanady z królewską wizytą w październiku 1951, niewiele na dwa lata przed tym, jak księżna Edynburga została królową Elżbietą II. Na cześć pary książęcej lord Alexander wydał przyjęcie w swojej rezydencji. Sam gubernator również odbywał oficjalne podróże zagraniczne, m.in. do Stanów Zjednoczonych w 1947 i do Brazylii w czerwcu 1948.
Poza oficjalnymi obowiązkami lord Alexander uwielbiał wędkować, grać w golfa, hokeja na lodzie i rugby. Był pasjonatem malarstwa i sam często malował. Doprowadził również do otwarcia klasy malarskiej w Kanadyjskiej Galerii Narodowej. Jego żona z kolei z pasją oddawała się tkactwu, posiadając na własność dwa krosna.
Alexander wspierał również rozwój edukacji w Kanadzie. Został uhonorowany tytułem doktora honoris causa większości kanadyjskich uniwersytetów.

### Minister i emeryt
Na początku 1952, po dwukrotnym przedłużeniu jego kadencji, lord Alexander opuścił urząd gubernatora i wrócił do Londynu, gdzie został ministrem obrony w rządzie Winstona Churchilla. Stanowisko ministerialne sprawował do 1954, aż do  przejścia na emeryturę.
W późniejszych latach sprawował honorowe urzędy Lorda Namiestnika hrabstwa Londynu (1956–1965), a po jego przekształceniu –  w latach 1965–1966 Wielkiego Londynu, wielkiego mistrza orderu św. Michała i św. Jerzego (1957–1967).
Kanada pozostała drugim domem rodziny Alexandrów. Lord z małżonką często wracali do tego kraju, odwiedzając rodzinę i znajomych.
Zmarł 16 czerwca 1969 w Slough na skutek perforacji aorty. Jego pogrzeb odbył się 24 czerwca 1969 w kaplicy św. Jerzego (St Georges Chapel) na zamku królewskim w Windsorze. Grób Harolda Alexandra znajduje się w kościele w Ridge w hrabstwie Hertfordshire.

## Awanse
- podporucznik (Second Lieutenant) – 1911
- porucznik (Lieutenant) – 1912
- kapitan (Captain) – 1915
- major (Major) – 1917
- podpułkownik (Lieutenant-Colonel) – 1922 (tymczasowo)
- pułkownik (Colonel) – 1928
- generał brygady (Brigadier)
- generał major (Major-General) – 1937
- generał porucznik (Lieutenant-General) – 1940
- generał (General) – 1942
- marszałek polny (Field Marshal) – 1944

## Odznaczenia

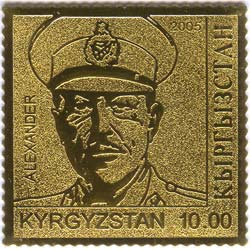
Znaczek Poczty Kirgistanu z marsz. Haroldem Alexandrem, 2005

- Order Podwiązki (3 grudnia 1946, Wielka Brytania)
- Krzyż Wielki Orderu Łaźni (11 listopada 1942, Wielka Brytania)
- Krzyż Komandorski z Gwiazdą Orderu Łaźni (1 stycznia 1942, Wielka Brytania)
- Krzyż Komandorski Orderu Łaźni (1938, Wielka Brytania)
- Order Zasługi (1 stycznia 1959, Wielka Brytania)
- Order Gwiazdy Indii (7 lutego 1936, Wielka Brytania)
- Krzyż Wielki Orderu św. Michała i św. Jerzego (20 stycznia 1946, Wielka Brytania)
- Order Wybitnej Służby (20 października 1916, Wielka Brytania)
- Krzyż Wojskowy (14 stycznia 1916, Wielka Brytania)
- Krzyż Wielki Orderu Szpitala św. Jana Jerozolimskiego (1 stycznia 1946, Wielka Brytania)
- Gwiazda 1914–15 (1919, Wielka Brytania)
- Medal Wojny (1919, Wielka Brytania)
- Medal Zwycięstwa (1919, Wielka Brytania)
- Medal Służby Ogólnej w Indiach (1936, Wielka Brytania)
- Gwiazda za Wojnę 1939–1945 (1945, Wielka Brytania)
- Gwiazda Birmy (1945, Wielka Brytania)
- Gwiazda Italii (1945, Wielka Brytania)
- Gwiazda Afryki (1945, Wielka Brytania)
- Medal Wojny 1939–1945 (1945, Wielka Brytania)
- Medal Długoletniej Służby i Dobrego Zachowania (1926, Wielka Brytania)
- Medal Srebrnego Jubileuszu Króla Jerzego V (1935, Wielka Brytania)
- Medal Koronacyjny Króla Jerzego VI (1937, Wielka Brytania)
- Medal Koronacyjny Królowej Elżbiety II (1953, Wielka Brytania)
- Odznaka Kanadyjskich Sił Zbrojnych (7 czerwca 1951, Kanada)
- Kawaler Orderu Legii Honorowej (Chevalier Légion d'honneur, 20 października 1916, Francja)
- Krzyż Wielki Orderu Jerzego I (20 czerwca 1944, Grecja)
- Krzyż Srebrny Orderu Wojennego Virtuti Militari (5 grudnia 1944, Polska)
- Order Świętej Anny z mieczami II klasy (Imperium Rosyjskie)
- Główny Komandor Legii Zasługi (Chief Commander Legion of Merit, 10 sierpnia 1943, USA)
- Medal Sił Lądowych za Wybitną Służbę (2 sierpnia 1945, USA)
- Order Suworowa I klasy (29 lutego 1944, ZSRR)
- Medal „Za zwycięstwo nad Niemcami w Wielkiej Wojnie Ojczyźnianej 1941–1945” (ZSRR)

## Rodzina
14 października 1931 poślubił lady Margaret Bingham (16 września 1905 – 17 sierpnia 1977), córkę George’a Binghama, 5. hrabiego Lucan i Violet Clay, córki Josepha Claya. Harold i Margaret mieli razem dwóch synów i dwie córki:
- Rose Maureen Alexander (ur. 28 października 1932), żona podpułkownika Humphreya Crossmana, ma dzieci
- Shane William Desmond Alexander (ur. 30 czerwca 1935), 2. hrabia Alexander of Tunis
- Brian James Alexander (ur. 31 lipca 1939), prezenter BBC, nie ożenił się i nie ma dzieci
- Susan Mary Alexander (ur. 26 lutego 1948), żona Andrew Hamiltona, ma dzieci.